# Disulfiram
Disulfiram (strukturformel CCN (CC) C (=S) SSC (=S) N (CC) CC ) (även känt under produktnamnet Antabus) används som avvänjningsmedel i samband med alkoholmissbruk.

## Användning och verkan
Disulfiram hämmar enzymet aldehyddehydrogenas, som sköter nedbrytningen av acetaldehyd vilket bildas vid alkoholintag. Om en person med disulfiram i kroppen intar alkohol sker därför en ökning av koncentrationen av acetaldehyd i blodet, vilket leder till att det, kanske redan inom 5–10 minuter, uppkommer en så kallad alkohol-antabusreaktion. Den består av rodnad över ansikte och bål, dunkande huvudvärk, svårigheter att andas, illamående, yrsel, kräkningar, svettningar, hjärtklappning och blodtrycksfall. Symptomens intensitet kan växla. Dessutom påverkar antabus ett enzym som omvandlar dopamin till noradrenalin, men det är oklart om detta är relevant för den kliniska effekten.
Disulfiram säljs i Sverige som brustabletter, vilka intas under inseende av sjukvårdspersonal. Vanliga doseringsintervall är 2–3 gånger per vecka, men enzymhämningen och därmed effekten kvarstår i upp till två veckor efter avslutat intag, trots att den aktiva metaboliten Me–DTC har en halveringstid på endast ca 10 timmar.
Det är möjligt att få disulfiram-kapslar inopererade i kroppen för att omöjliggöra alkoholintag. Metoden är kontroversiell, och det saknas vetenskapliga belägg för effektiviteten av denna terapi, varför den inte används inom offentligt finansierad sjukvård i Sverige. En annan möjlig distribution av medlet är genom månatliga injektioner. Denna utförs i vissa länder, men är kritiserad av många forskare och läkare.
Vad gäller biverkningar är de flesta förknippade med alkohol-antabusreaktionen. Med tanke på den stora risken för återfall vid alkoholberoende, bör exempelvis personer med allvarlig hjärtsjukdom inte ta läkemedlet. Även om man håller sig nykter finns dock en liten risk för leverskador.
Till skillnad från modernare läkemedel mot alkoholberoende, naltrexon och acamprosat, har disulfiram ingen dämpande effekt på suget efter alkohol. Detta gör att det ofta är svårt att få patienterna att stanna kvar i behandling. För vissa personer kan disulfiram dock vara ett utmärkt stöd för nykterhet i långa tider. Det används också regelmässigt vid avgiftningar från alkohol, där strikt nykterhet är nödvändig för att undvika utveckling av bland annat delirium tremens.

## Svampar med disulfiramliknande effekt
Det finns tre svampar i Sverige som är kända att ge biverkningar som påminner om disulfiram. Grå bläcksvamp innehåller myotoxinet coprin vilket hämmar nedbrytningen av alkohol. Detta leder till en kraftig bildning av acetaldehyd i kroppen i samband med alkoholintag vilket tillskrivs svampens disulfiramliknande egenskaper. Interaktionen karaktäriseras av ett kraftigt illamående, rodnande kinder, vit nässpets och örsnibbar, samt blålila hud. Symptom kan utvecklas vid intag av till skenet ringa mängder av svampen och alkohol efter från allt mellan 15 minuter till en vecka. Så vitt man vet finns inget fall med dödlig utgång. Drabbade återhämtar sig vanligtvis efter cirka 4 dagar, men överkänslighet för alkohol kan kvarstå länge.
Svamparna eldsopp och klubbtrattskivling ger likartade symtom i samband med alkohol men har dock okända verkningsmekanismer.

## Synonyma varumärken[1]
- Abstensil
- Abstinyl
- Alcophobin
- Antabus(e)
- Antaethyl
- Antietanol
- Antivitium
- Contralin
- Tetradine
- Tetraetil